# (647) Adelgunde
(647) Adelgunde – planetoida z pasa głównego asteroid okrążająca Słońce w ciągu 3 lat i 298 dni w średniej odległości 2,44 j.a. Została odkryta 11 września 1907 roku w Landessternwarte Heidelberg-Königstuhl w Heidelbergu przez Augusta Kopffa. Nazwa planetoidy pochodzi od Adalgundy, księżniczki bawarskiej. Przed jej nadaniem planetoida nosiła oznaczenie tymczasowe (647) 1907 AD.